# Antoni La Forme
Antoni La Forme (Den Haag, 1685 - Deurne, 2 mei 1775) was een Nederlandse schout.

## Afkomst en carrière
La Forme werd geboren in Den Haag, zo blijkt uit zijn huwelijksakte. Hij was in 1710 koster en schoolmeester te Deurne, en bekleedde daarna het ambt van substituut-secretaris aldaar. In 1745 werd hij na de dood van Pero de Cassemajor schout, een ambt dat hij 30 jaar bekleedde. Hij overleed in mei 1775 op de leeftijd van circa 90 jaar. Daarna werd La Forme in Deurne begraven. Hij werd opgevolgd door Lodewijk Wijchel.

## Nageslacht
La Forme trouwde in 1710 in Eindhoven met Maria Losecaet (1675-1752) uit Princenhage. Mogelijk was zij Antoni's nicht; haar moeder heette eveneens La Forme, en een zekere Antoni La Forme was haar peetoom. La Forme en Losecaet kregen drie kinderen. Een van hen overleed als kleuter. Over de andere twee weten we niets.